# Glycera dibranchiata
Glycera dibranchiata (лат.) — вид хищных морских червей семейства Glyceridae из группы полихет.

## Описание
Червь кроваво-красного цвета длиной до 38 см. Он обитает в галечных отложениях и находит жертв по запаху. У G. dibranchiata имеется хоботок, в обычное время свёрнутый в пружину и распрямляющийся гидравлически — под напором жидкости. На конце хоботка расположены 4 чёрных зуба, которыми червяк цепляет жертву. Зубы содержат медьсодержащий минерал атакамит, скрепляющий белки зуба, и имеют канальца, по которым в тело жертвы впрыскивается яд. Неминерализованная медь и медьсодержащие минералы сосредоточены в верхней части зубов в виде волокон диаметром порядка 50 нанометров, находящихся в своего рода белковой матрице. Дело в том, что по мере увеличения меди прочность зубов возрастает настолько, что червь не рискует их случайно сломать. Помимо этого неминерализованная медь на поверхности зубных каналов, вероятно, служит в качестве катализатора, т. е. делает впрыскиваемое через них вещество токсичным, превращая его в яд.